# Đorđe Kaplanović
Đorđe Kaplanović (in serbo Ђорђе Каплановић?; Podgorica, 21 marzo 1995) è un cestista serbo.

## Palmarès
- Campionato serbo: 1

Stella Rossa Belgrado: 2014-15
- Coppa di Serbia: 1

Stella Rossa Belgrado: 2015
- Lega Adriatica: 1

Stella Rossa Belgrado: 2014-15